# Akanthophoreus nanopsenos
Akanthophoreus nanopsenos is een naaldkreeftjessoort uit de familie van de Akanthophoreidae. De wetenschappelijke naam van de soort is voor het eerst geldig gepubliceerd in 2009 door Bamber & Bird.